# Stenospermation steyermarkii
Stenospermation steyermarkii — вид квіткових рослин із родини кліщинцевих (Araceae), роду Stenospermation. Це витка рослина, рідним ареалом якої є пн. Бразилія, Колумбія, Еквадор, Французька Гвіана, Гаяна, Перу, Суринам, Венесуела.